# Списак народних хероја одликованих после рата
Списак народних хероја одликованих после рата даје преглед свих проглашених и одликованих народних хероја Југославије, од маја 1945. до 1950, као и од 1955. до 1991. године.
Орден народног хероја био је највише одликовање за храброст Социјалистичке Федеративне Републике Југославије (СФРЈ) и додељиван је углавном за херојске заслуге у току Народноослободилачког рата. Установљен је 15. августа 1943. указом Врховног штаба НОВ и ПОЈ, а пре тога постојало је звање народног хероја, које је установљено децембра 1941. године. Од 1942. до 1990. орден је додељен укупно 1.394 пута од чега је одликовано укупно 1.323 бораца и руководилаца Народноослободилачке војске и партизанских одреда Југославије (НОВ и ПОЈ) и 22 страних држављана.
Одлуке о проглашењу народних хероја после рата најпре је доносио Президијум Народне скупштине ФНРЈ, потом од јануара 1953. до маја 1980.председник Републике, а након његове смрти Председништво СФРЈ. У периоду од 1951. до 1953. извршено је масовно проглашење народних хероја и тада је за народног хероја проглашена укупно 1.091 особа. Пре овог масовног одликовања, у периоду од маја 1945. до 1950. одликоване су укупно 124 особе — 116 припадника НОВ и ПОЈ и 8 страних држављана. Тада се укупан број народних хероја попео на 230 лица. Након масовног одликовања, у периоду од 1955. до 1991. одликовано је још укупно 20 особа — 16 југословенских и 4 страна држављанина.
Велика већина народних хероја одликованих у после ратном периоду, до 1951, одликована је постхумно. Број живих народних хероја се до краја 1945. са 23 попео на 32 особе — 20 припадника НОВ и ПОЈ и 12 припадника Црвене армије. Народни хероји одликовани за живота у периоду од маја до краја 1945. били су — Александар Ранковић, Јово Радовановић Јоваш, Димитрије Лазаров Раша и Пеко Дапчевић, као и шесторо припаднике Црвене армије — Фјодор Толбухин, Иван Булкин, Павел Дмитријенко, Иван Константинов, Александар Манагадзе и Васиљ Улиско. До краја 1950. овај број се попео на 38 народних хероја, а одликовани за живота у периоду од 1945. до 1950. били су — Петар Боројевић, Радивоје Јовановић Брадоња и Јово Капичић, као и страни држављани — Михал Жимјерски, Лудвик Свобода и Енвер Хоџа. Већину народних хероја и даље су чинили мушкарци — 221 народни херој, док се број жена повећао на свега 9 хероја. У периоду од 1945. до 1950. за народне хероје је проглашено свега седам жена — Радојка Лакић, Драгица Правица, Мајда Шилц, Ђука Динић, Љубица Поповић, Анка Буторац и Милица Павловић Дара.
У периоду од 1955. до 1991, већина народних хероја одликована је постхумно, изузев Владимира Роловића, који је одликован након рањавања од стране усташких терориста, али је убрзо након тога преминуо и тројице страних држављана. Последњи народних херој из периода Народноослободилачког рата била је Милка Боснић, која је одликована 17. маја 1974, а последњи народни херој мајор ЈНА Милан Тепић, одликован неколико месеци након погибије 19. новембра 1991. године.
Орден народног хероја је у периоду након завршетка Народноослободилачког рата додељиван и колетивним титуларима — организацијама, ратним јединицама и градовима. Први колективни носилац Ордена народног хероја био је Савез комунистичке омладине Југославије, одликован 14. октобра 1948. године. Након тога приликом прославе петнаестогодишњице битке на Сутјесци, 3. јула 1958. Орденом је одликовано 17 ратних јединица, а 7. маја 1970. одликован је и град Љубљана. До 1971. број организација одликованих Орденом народног хероја попео се на четири, док се до 1974. број одликованих градова попео на осам — из сваке републике и покрајине по један. Број одликованих ратних јединица и установа НОВ и ПОЈ се до краја 1979. попео на 33, а последња војна јединица одликована Орденом народног хероја био је Раднички батаљон Ужичког НОП одреда, који је одликован 19. септембра 1979. године.
Такође, у послератном периоду, код доделе Ордена народног хероја направљен је један преседан јер је одликовање додељивано више пута истој особи — Јосипу Брозу Титу. Први пут је био одликован, у току рата, 19. новембра 1944. године. Повод за доделу другог Ордена народног хероја, 15. маја 1972. био је његов осамдесети рођендан, док је повод за доделу трећег Ордена народног хероја, 16. маја 1977. био његов 85. рођендан и четрдесета годишњица његовог доласка на чело КПЈ.

## Одликовани

### 1945. године
- Списак народних хероја одликованих у периоду од јануара до 9. маја 1945. године можете видети овде.

| Народни хероји Југославије проглашени и одликовани у периоду од 17. маја до децембра 1945. године  |                             |                                                  | |                                                                          |                                                                          |
| датум проглашења                                                                                   | датум проглашења            | датум проглашења                                 | доносилац одлуке о проглашењу и број указа                                                                          | доносилац одлуке о проглашењу и број указа                               | доносилац одлуке о проглашењу и број указа                               |
| рб                                                                                                 | народни херој               | народни херој                                    | функција (у тренутку одликовања, односно смрти)                                                                     | у тренутку одликовања                                                    | реф                                                                      |
| 17. мај 1945.                                                                                      | 17. мај 1945.               | 17. мај 1945.                                    | Председништво АВНО Југославије, Указ 205/45                                                                         | Председништво АВНО Југославије, Указ 205/45                              | Председништво АВНО Југославије, Указ 205/45                              |
| 1                                                                                                  | Милан Распоповић            | Социјалистичка Федеративна Република Југославија | заменик командира чете у Првој пролетерској ударној бригади                                                         | мртав — погинуо 20. новембра 1942.                                       | [ 1 ] [ 2 ]                                                              |
| |                             |                                                  | |                                                                          |                                                                          |
| 31. мај 1945.                                                                                      | 31. мај 1945.               | 31. мај 1945.                                    | Председништво АВНОЈ-а, на предлог маршала Јосипа Броза Тита                                                         | Председништво АВНОЈ-а, на предлог маршала Јосипа Броза Тита              | Председништво АВНОЈ-а, на предлог маршала Јосипа Броза Тита              |
| 2                                                                                                  | Фјодор Толбухин             | Совјетски Савез                                  | маршал Совјетског Савеза; командант Трећег украјинског фронта; Херој СССР                                           | жив                                                                      |                                                                          |
| |                             |                                                  | |                                                                          |                                                                          |
| 8. јун 1945.                                                                                       | 8. јун 1945.                | 8. јун 1945.                                     | Председништво АВНО Југославије, Указ 221/45                                                                         | Председништво АВНО Југославије, Указ 221/45                              | Председништво АВНО Југославије, Указ 221/45                              |
| 3                                                                                                  | Радојка Лакић               | Социјалистичка Федеративна Република Југославија | сарајевска илегалка                                                                                                 | мртва — стрељана 28. септембра 1941.                                     | [ 1 ]                                                                    |
| 4                                                                                                  | Драгица Правица             | Социјалистичка Федеративна Република Југославија | члан Обласног комитета КПЈ за Херцеговину                                                                           | мртва — стрељана 27. јуна 1942.                                          | [ 1 ]                                                                    |
| |                             |                                                  | |                                                                          |                                                                          |
| 19. јун 1945.                                                                                      | 19. јун 1945.               | 19. јун 1945.                                    | Председништво АВНО Југославије, Указ 234/45                                                                         | Председништво АВНО Југославије, Указ 234/45                              | Председништво АВНО Југославије, Указ 234/45                              |
| 5                                                                                                  | Никола Демоња               | Социјалистичка Федеративна Република Југославија | мајор НОВЈ; командант Дванаесте славонске дивизије                                                                  | мртав — погинуо 6. септембра 1944.                                       | [ 3 ]                                                                    |
| 6                                                                                                  | Никола Миљановић Караула    | Социјалистичка Федеративна Република Југославија | мајор НОВЈ; командант Осамнесте славонске ударне бригаде                                                            | мртав — погинуо 1. јула 1944.                                            | [ 3 ]                                                                    |
| 7                                                                                                  | Иван Сењуг Ујак             | Социјалистичка Федеративна Република Југославија | мајор НОВЈ; командант Дванаесте славонске ударне бригаде                                                            | мртав — умро августа 1944.                                               | [ 3 ]                                                                    |
| 8                                                                                                  | Мајда Шилц                  | Социјалистичка Федеративна Република Југославија | борац Другог батљона Друге словеначке ударне бригаде                                                                | мртва — погинула 14. јула 1944.                                          | [ 3 ]                                                                    |
| |                             |                                                  | |                                                                          |                                                                          |
| 21. јун 1945.                                                                                      | 21. јун 1945.               | 21. јун 1945.                                    | Председништво АВНОЈ-а, на предлог маршала Јосипа Броза Тита, Указ 239/45                                            | Председништво АВНОЈ-а, на предлог маршала Јосипа Броза Тита, Указ 239/45 | Председништво АВНОЈ-а, на предлог маршала Јосипа Броза Тита, Указ 239/45 |
| 9                                                                                                  | Иван Булкин                 | Совјетски Савез                                  | обер-лајтант Ратног ваздухопловства Црвене армије; навигатор авина                                                  | жив                                                                      | [ 4 ]                                                                    |
| 10                                                                                                 | Павел Дмитријенко           | Совјетски Савез                                  | обер-лајтант Ратног ваздухопловства Црвене армије; навигатор авиона                                                 | жив                                                                      | [ 4 ]                                                                    |
| 11                                                                                                 | Иван Константинов           | Совјетски Савез                                  | гардијски капетан Ратног ваздухопловства Црвене армије; пилот средњег бомбардера                                    | жив                                                                      | [ 4 ]                                                                    |
| 12                                                                                                 | Александар Манагадзе        | Совјетски Савез                                  | старији лајтант Ратног ваздухопловства Црвене армије; пилот средњег бомбардера                                      | жив                                                                      | [ 4 ]                                                                    |
| 13                                                                                                 | Васиљ Улиско                | Совјетски Савез                                  | гардијски мајор Ратног ваздухопловства Црвене армије; навигатор авиона                                              | жив                                                                      | [ 4 ]                                                                    |
| |                             |                                                  | |                                                                          |                                                                          |
| 6. јул 1945.                                                                                       | 6. јул 1945.                | 6. јул 1945.                                     | Председништво АВНО Југославије                                                                                      | Председништво АВНО Југославије                                           | Председништво АВНО Југославије                                           |
| Указ 257/45                                                                                        |                             |                                                  | |                                                                          |                                                                          |
| 14                                                                                                 | Милосав Влајић              | Социјалистичка Федеративна Република Југославија | заменик команданта Самосталног батаљона Шумадијског одреда                                                          | мртав — погинуо 25. јуна 1943.                                           | [ 4 ]                                                                    |
| Указ 258/45                                                                                        |                             |                                                  | |                                                                          |                                                                          |
| 15                                                                                                 | Иван Милутиновић            | Социјалистичка Федеративна Република Југославија | генерал-лајтант НОВЈ; члан Централног комитета КПЈ и Врховног штаба НОВ и ПОЈ                                       | мртав — погинуо 23. октобра 1944.                                        | [ 5 ]                                                                    |
| Указ 261/45                                                                                        |                             |                                                  | |                                                                          |                                                                          |
| 16                                                                                                 | Александар Ранковић         | Социјалистичка Федеративна Република Југославија | генерал-лајтант НОВЈ; члан Централног комитета КПЈ и Врховног штаба НОВ и ПОЈ                                       | жив                                                                      | [ 5 ]                                                                    |
| Указ 262/45                                                                                        |                             |                                                  | |                                                                          |                                                                          |
| 17                                                                                                 | Ђурђелина Ђука Динић        | Социјалистичка Федеративна Република Југославија | члан Месног комитета КПЈ за Београд                                                                                 | мртва — стрељана 25. маја 1943.                                          | [ 6 ]                                                                    |
| 18                                                                                                 | Жикица Јовановић Шпанац     | Социјалистичка Федеративна Република Југославија | члан штаба Групе партизанских одреда западне Србије                                                                 | мртав — погинуо 13. марта 1942.                                          | [ 6 ]                                                                    |
| 19                                                                                                 | Бора Марковић               | Социјалистичка Федеративна Република Југославија | политички комесар Посавског партизанског одреда                                                                     | мртав — погинуо 29. новембра 1941.                                       | [ 6 ]                                                                    |
| 20                                                                                                 | Мика Митровић Јарац         | Социјалистичка Федеративна Република Југославија | командант Ударне чете Мачванског партизанског одреда                                                                | мртав — погинуо октобра 1941.                                            | [ 6 ]                                                                    |
| 21                                                                                                 | Мирко Томић                 | Социјалистичка Федеративна Република Југославија | члан ПК КПЈ за Србију и Главног штаба НОВ и ПО Србије                                                               | мртав — умро јануара 1943.                                               | [ 6 ]                                                                    |
| |                             |                                                  | |                                                                          |                                                                          |
| 11. јул 1945.                                                                                      | 11. јул 1945.               | 11. јул 1945.                                    | Председништво Антифашистичког већа народног ослобођења Југославије                                                  | Председништво Антифашистичког већа народног ослобођења Југославије       | Председништво Антифашистичког већа народног ослобођења Југославије       |
| Указ 264/45                                                                                        |                             |                                                  | |                                                                          |                                                                          |
| 22                                                                                                 | Фрањо Огулинац Сељо         | Социјалистичка Федеративна Република Југославија | командант Друге оперативне зоне Хрватске                                                                            | мртав — погинуо 9. октобра 1942.                                         | [ 7 ]                                                                    |
| Указ 270/45                                                                                        |                             |                                                  | |                                                                          |                                                                          |
| 23                                                                                                 | Данило Бојовић              | Социјалистичка Федеративна Република Југославија | члан Окружног комитета КПЈ за Никшић                                                                                | мртав — погинуо 3. марта 1943.                                           | [ 8 ] [ 7 ]                                                              |
| 24                                                                                                 | Никола Ђурковић             | Социјалистичка Федеративна Република Југославија | секретар Месног комитета КПЈ за Херцег Нови                                                                         | мртав — погинуо 21. јануара 1943.                                        | [ 8 ] [ 7 ]                                                              |
| 25                                                                                                 | Василије Ђуровић Вако       | Социјалистичка Федеративна Република Југославија | потпуковник НОВЈ; командант Четврте пролетерске бригаде                                                             | мртав — погинуо 9. јуна 1943.                                            | [ 8 ] [ 7 ]                                                              |
| 26                                                                                                 | Милан Куч                   | Социјалистичка Федеративна Република Југославија | члан Окружног комитета КПЈ за Беране                                                                                | мртав — погинуо 15. фебруара 1943.                                       | [ 8 ] [ 7 ]                                                              |
| 27                                                                                                 | Станислав Мартиновић        | Социјалистичка Федеративна Република Југославија | члан Санитетског одсека Врховног штаба НОВ и ПОЈ                                                                    | мртав — убијен 16. јуна 1943.                                            | [ 8 ] [ 7 ]                                                              |
| 28                                                                                                 | Бајо Секулић                | Социјалистичка Федеративна Република Југославија | командант Партизанског одреда „Радомир Митровић“                                                                    | мртав — погинуо 20. марта 1942.                                          | [ 8 ] [ 7 ]                                                              |
| 29                                                                                                 | Будо Томовић                | Социјалистичка Федеративна Република Југославија | председник Црногорске народне омладине                                                                              | мртав — погинуо 20. марта 1942.                                          | [ 8 ] [ 7 ]                                                              |
| |                             |                                                  | |                                                                          |                                                                          |
| 26. јул 1945.                                                                                      | 26. јул 1945.               | 26. јул 1945.                                    | Председништво АВНО Југославије                                                                                      | Председништво АВНО Југославије                                           | Председништво АВНО Југославије                                           |
| Указ 279/45                                                                                        |                             |                                                  | |                                                                          |                                                                          |
| 30                                                                                                 | Дукица Граховац             | Социјалистичка Федеративна Република Југославија | командант Штаба јужног сектора Невесиња                                                                             | мртав — умро 2. маја 1942.                                               | [ 9 ] [ 10 ]                                                             |
| 31                                                                                                 | Новица Домазет              | Социјалистичка Федеративна Република Југославија | заменик команданта Четвртог батаљона Десете херцеговачке ударне бригаде                                             | мртав — погинуо 14. марта 1943.                                          | [ 9 ] [ 10 ]                                                             |
| 32                                                                                                 | Хасан Захировић Лаца        | Социјалистичка Федеративна Република Југославија | командир чете у Мостарском батаљону Десете херцеговачке ударне бригаде.                                             | мртав — погинуо 8. априла 1943.                                          | [ 9 ] [ 10 ]                                                             |
| 33                                                                                                 | Владо Томановић             | Социјалистичка Федеративна Република Југославија | заменик команданта Десете херцеговачке ударне бригаде                                                               | мртав — погинуо 2. јуна 1943.                                            | [ 9 ] [ 10 ]                                                             |
| 34                                                                                                 | Радован Шакотић             | Социјалистичка Федеративна Република Југославија | капетан ЈА; командант Четрнаесте херцеговачке ударне бригаде                                                        | мртав — погинуо 5. маја 1945.                                            | [ 9 ] [ 10 ]                                                             |
| Указ 280/45                                                                                        |                             |                                                  | |                                                                          |                                                                          |
| 35                                                                                                 | Махмут Бушатлија            | Социјалистичка Федеративна Република Југославија | организатор устанка у источној Босни                                                                                | мртав — погинуо октобра 1941.                                            | [ 11 ] [ 10 ]                                                            |
| 36                                                                                                 | Жарко Вуковић Пуцар         | Социјалистичка Федеративна Република Југославија | капетан НОВЈ; заменик команданта Деветнаесте бирчанске бригаде                                                      | мртав — погинуо 22. октобра 1944.                                        | [ 11 ] [ 10 ]                                                            |
| 37                                                                                                 | Петар Мећава                | Социјалистичка Федеративна Република Југославија | потпуковник НОВЈ; командант Десете крајишке дивизије                                                                | мртав — погинуо 20. октобра 1944.                                        | [ 11 ] [ 10 ]                                                            |
| 38                                                                                                 | Васо Мискин Црни            | Социјалистичка Федеративна Република Југославија | секретар Месног комитета КПЈ за Сарајево                                                                            | мртав — умро 8. јула 1945.                                               | [ 11 ] [ 10 ]                                                            |
| 39                                                                                                 | Данко Митров                | Социјалистичка Федеративна Република Југославија | командант Четвртог крајишког партизанског одреда                                                                    | мртав — погинуо јуна 1942.                                               | [ 11 ] [ 10 ]                                                            |
| 40                                                                                                 | Јово Радовановић Јоваш      | Социјалистичка Федеративна Република Југославија | капетан ЈА; команданта батаљона у Седамнаестој мајевичкој бригади                                                   | жив                                                                      | [ 11 ] [ 10 ]                                                            |
| 41                                                                                                 | Петар Шкондрић              | Социјалистичка Федеративна Република Југославија | командант Јелашиновачког партизанског одреда                                                                        | мртав — погинуо 1. октобра 1941.                                         | [ 11 ] [ 10 ]                                                            |
| Указ 281/45                                                                                        |                             |                                                  | |                                                                          |                                                                          |
| 42                                                                                                 | Јосип Краш                  | Социјалистичка Федеративна Република Југославија | члан ЦК КПХ и ЦК КПЈ, организатор устанка на Кордуну                                                                | мртав — убијен 18. новембра 1941.                                        | [ 12 ] [ 10 ]                                                            |
| 43                                                                                                 | Иван Маринковић Славко      | Социјалистичка Федеративна Република Југославија | члан Бироа Централног комитета Комунистичке партије Хрватске                                                        | мртав — стрељан 21. априла 1943.                                         | [ 12 ] [ 10 ]                                                            |
| 44                                                                                                 | Стјепан Секулић             | Социјалистичка Федеративна Република Југославија | члан Покрајинског комитета СКОЈ-а за Хрватску и потпредседник Уједињеног савета антифашистичке омладине Југославије | мртав — погинуо 13. марта 1944.                                          | [ 12 ] [ 10 ]                                                            |
| Указ 282/45                                                                                        |                             |                                                  | |                                                                          |                                                                          |
| 45                                                                                                 | Божидар Аџија               | Социјалистичка Федеративна Република Југославија | публицист и члан Комунистичке партије Југославије                                                                   | мртав — стрељан 9. јула 1941.                                            | [ 13 ] [ 10 ]                                                            |
| 46                                                                                                 | Марко Орешковић             | Социјалистичка Федеративна Република Југославија | члан ЦК КПХ и ЦК КПЈ, организатор устанка у Лици                                                                    | мртав — убијен 20. октобра 1944.                                         | [ 13 ] [ 10 ]                                                            |
| 47                                                                                                 | Огњен Прица                 | Социјалистичка Федеративна Република Југославија | члан Агитпропа Централног комитета КП Хрватске                                                                      | мртав — стрељан 9. јула 1941.                                            | [ 13 ] [ 10 ]                                                            |
| |                             |                                                  | |                                                                          |                                                                          |
| 29. јул 1945.                                                                                      | 29. јул 1945.               | 29. јул 1945.                                    | Председништво АВНО Југославије                                                                                      | Председништво АВНО Југославије                                           | Председништво АВНО Југославије                                           |
| Указ 289/45                                                                                        |                             |                                                  | |                                                                          |                                                                          |
| 48                                                                                                 | Димитрије Лазаров Раша      | Социјалистичка Федеративна Република Југославија | капетан ЈА; командант бригаде у Дванаестом војвођанском корпусу                                                     | жив                                                                      | [ 14 ]                                                                   |
| Указ 290/45                                                                                        |                             |                                                  | |                                                                          |                                                                          |
| 49                                                                                                 | Мирче Ацев                  | Социјалистичка Федеративна Република Југославија | секретар привременог Покрајинског комитета КПЈ за Македонију                                                        | мртав — убијен 4. јануара 1943.                                          | [ 14 ]                                                                   |
| 50                                                                                                 | Цветан Димов                | Социјалистичка Федеративна Република Југославија | члан Покрајинског комитета КПЈ за Македонију                                                                        | мртав — убијен 7. јула 1942.                                             | [ 14 ]                                                                   |
| 51                                                                                                 | Стеван Наумов Стив          | Социјалистичка Федеративна Република Југославија | члан привременог Покрајинског комитета КПЈ за Македонију                                                            | мртав — убио се 12. септембра 1942.                                      | [ 14 ]                                                                   |
| 52                                                                                                 | Јордан Николов Орце         | Социјалистичка Федеративна Република Југославија | партијски активист из Македоније                                                                                    | мртав — погинуо 4. јануара 1942.                                         | [ 14 ]                                                                   |
| 53                                                                                                 | Страхил Пинџур              | Социјалистичка Федеративна Република Југославија | члан ПК КПЈ за Македонију и Главног штаба НОВ и ПО Македоније                                                       | мртав — убијен 4. јануара 1943.                                          | [ 14 ]                                                                   |
| 54                                                                                                 | Христијан Тодоровски Карпош | Социјалистичка Федеративна Република Југославија | командант Првог партизанског батаљона „Орце Николов“                                                                | мртав — погинуо 7. фебруара 1944.                                        | [ 14 ]                                                                   |
| 55                                                                                                 | Кузман Јосифовски Питу      | Социјалистичка Федеративна Република Југославија | члан Централног комитета КП Македоније и члан Главног штаба НОВ и ПО Македоније                                     | мртав — погинуо 25. фебруара 1944.                                       | [ 14 ]                                                                   |
| |                             |                                                  | |                                                                          |                                                                          |
| 22. август 1945.                                                                                   | 22. август 1945.            | 22. август 1945.                                 | Председништво АВНО Југославије, Указ 297/45                                                                         | Председништво АВНО Југославије, Указ 297/45                              | Председништво АВНО Југославије, Указ 297/45                              |
| 56                                                                                                 | Живан Маричић               | Социјалистичка Федеративна Република Југославија | командант батаљона Прве пролетерске ударне бригаде                                                                  | мртав — погинуо 11. јуна 1943.                                           | [ 15 ]                                                                   |
| |                             |                                                  | |                                                                          |                                                                          |
| 16. септембар 1945.                                                                                | 16. септембар 1945.         | 16. септембар 1945.                              | Председништво привремене Народне скупштине ДФЈ, Указ 310/45                                                         | Председништво привремене Народне скупштине ДФЈ, Указ 310/45              | Председништво привремене Народне скупштине ДФЈ, Указ 310/45              |
| 57                                                                                                 | Станко Опсеница             | Социјалистичка Федеративна Република Југославија | командант батаљона у Другој личкој пролетерској ударној бригади                                                     | мртав — погинуо 15. јануара 1943.                                        | [ 16 ] [ 17 ]                                                            |
| |                             |                                                  | |                                                                          |                                                                          |
| |                             |                                                  | |                                                                          |                                                                          |
| 22. октобар 1945.                                                                                  | 22. октобар 1945.           | 22. октобар 1945.                                | Председништво привремене Народне скупштине ДФЈ, Указ 329/45                                                         | Председништво привремене Народне скупштине ДФЈ, Указ 329/45              | Председништво привремене Народне скупштине ДФЈ, Указ 329/45              |
| 58                                                                                                 | Пеко Дапчевић               | Социјалистичка Федеративна Република Југославија | генерал-потпуковник ЈА; командант Прве армије ЈА                                                                    | жив                                                                      | [ 18 ]                                                                   |
| |                             |                                                  | |                                                                          |                                                                          |
| у преиоду од 17. маја до краја децембра 1945. године проглашено је и одликовано 59 народних хероја |                             |                                                  | |                                                                          |                                                                          |

### 1946—1948. година
| Народни хероји Југославије проглашени и одликовани током 1946, 1947. и 1948. године |                          |                                                  | |                                                                     |                                                                     |
| датум проглашења                                                                    | датум проглашења         | датум проглашења                                 | доносилац одлуке о проглашењу | доносилац одлуке о проглашењу                                       | доносилац одлуке о проглашењу                                       |
| рб                                                                                  | народни херој            | народни херој                                    | функција (у тренутку одликовања, односно смрти) | у тренутку одликовања                                               | реф                                                                 |
| 1946. година                                                                        |                          |                                                  | |                                                                     |                                                                     |
|                                                                                     |                          |                                                  | |                                                                     |                                                                     |
| 1. фебруар 1946.                                                                    | 1. фебруар 1946.         | 1. фебруар 1946.                                 | Президијум Народне скупштине ФНР Југославије, Указ 25/46 | Президијум Народне скупштине ФНР Југославије, Указ 25/46            | Президијум Народне скупштине ФНР Југославије, Указ 25/46            |
| 1                                                                                   | Душан Кошутић            | Социјалистичка Федеративна Република Југославија | командант батаљона у Шестој крајишкој ударној бригади | мртав — погинуо 4. јануара 1945.                                    | [ 19 ]                                                              |
|                                                                                     |                          |                                                  | |                                                                     |                                                                     |
| 12. март 1946.                                                                      | 12. март 1946.           | 12. март 1946.                                   | Президијум Народне скупштине ФНР Југославије, Укази 108/46 и 109/46 | Президијум Народне скупштине ФНР Југославије, Укази 108/46 и 109/46 | Президијум Народне скупштине ФНР Југославије, Укази 108/46 и 109/46 |
| 2                                                                                   | Михал Жимјерски          | Пољска                                           | маршал Пољске и главнокомандујући Пољске армије | жив                                                                 |                                                                     |
| 3                                                                                   | Лудвик Свобода           | Чешка                                            | министар Народне одбране Чехословачке | жив                                                                 |                                                                     |
|                                                                                     |                          |                                                  | |                                                                     |                                                                     |
| 12. март 1946.                                                                      | 12. март 1946.           | 12. март 1946.                                   | Президијум Народне скупштине ФНР Југославије, Указ 128/46 | Президијум Народне скупштине ФНР Југославије, Указ 128/46           | Президијум Народне скупштине ФНР Југославије, Указ 128/46           |
| 4                                                                                   | Миладин Поповић          | Социјалистичка Федеративна Република Југославија | политички секретар Обласног комитета КПЈ за Косово и Метохију и један од организатора Народноослободилачке борбе на Косову и Метохији и Народноослободилачке борбе у Албанији | мртав — убијен 13. марта 1945.                                      | [ 20 ]                                                              |
|                                                                                     |                          |                                                  | |                                                                     |                                                                     |
| 27. април 1946.                                                                     | 27. април 1946.          | 27. април 1946.                                  | Президијум Народне скупштине ФНР Југославије, Указ 217/46 | Президијум Народне скупштине ФНР Југославије, Указ 217/46           | Президијум Народне скупштине ФНР Југославије, Указ 217/46           |
| 5                                                                                   | Божидар Дакић            | Социјалистичка Федеративна Република Југославија | секретар Месног комитета КП Хрватске за Загреб | мртав — убијен новембра 1941.                                       | [ 21 ]                                                              |
|                                                                                     |                          |                                                  | |                                                                     |                                                                     |
| 30. април 1946.                                                                     | 30. април 1946.          | 30. април 1946.                                  | Президијум Народне скупштине ФНР Југославије, Указ 243/46 | Президијум Народне скупштине ФНР Југославије, Указ 243/46           | Президијум Народне скупштине ФНР Југославије, Указ 243/46           |
| 6                                                                                   | Слободан Јовић           | Социјалистичка Федеративна Република Југославија | радник у илегалој штампарији ЦК КПЈ у окупираном Београду од 1941. до 1944. године.                                                                                           | мртав — убио се 29. јула 1944.                                      | [ 22 ]                                                              |
| 7                                                                                   | Бранко Ђоновић           | Социјалистичка Федеративна Република Југославија | радник у илегалој штампарији ЦК КПЈ у окупираном Београду од 1941. до 1944. године.                                                                                           | мртав — убио се 29. јула 1944.                                      | [ 23 ]                                                              |
|                                                                                     |                          |                                                  | |                                                                     |                                                                     |
| 21. јун 1946.                                                                       | 21. јун 1946.            | 21. јун 1946.                                    | Президијум Народне скупштине ФНР Југославије, Указ 329/46 | Президијум Народне скупштине ФНР Југославије, Указ 329/46           | Президијум Народне скупштине ФНР Југославије, Указ 329/46           |
| 8                                                                                   | Енвер Хоџа               | Албанија                                         | Врховни командант Народноослободилачке војске Албаније и један од организатора Народноослободилачке борбе у Албанији                                                          | жив                                                                 |                                                                     |
|                                                                                     |                          |                                                  | |                                                                     |                                                                     |
| 4. јул 1946.                                                                        | 4. јул 1946.             | 4. јул 1946.                                     | Президијум Народне скупштине ФНР Југославије, Указ 332/46 | Президијум Народне скупштине ФНР Југославије, Указ 332/46           | Президијум Народне скупштине ФНР Југославије, Указ 332/46           |
| 9                                                                                   | Ђуро Вујовић             | Социјалистичка Федеративна Република Југославија | пратилац Врховног команданта НОВ и ПОЈ Јосипа Броза Тита | мртав — погинуо 9. јуна 1943.                                       | [ 24 ]                                                              |
|                                                                                     |                          |                                                  | |                                                                     |                                                                     |
| у току 1946. године проглашено је и одликовано 9 народних хероја                    |                          |                                                  | |                                                                     |                                                                     |
| 1947. година                                                                        |                          |                                                  | |                                                                     |                                                                     |
|                                                                                     |                          |                                                  | |                                                                     |                                                                     |
| 19. фебруар 1947.                                                                   | 19. фебруар 1947.        | 19. фебруар 1947.                                | Президијум Народне скупштине ФНР Југославије, Указ 202/46 | Президијум Народне скупштине ФНР Југославије, Указ 202/46           | Президијум Народне скупштине ФНР Југославије, Указ 202/46           |
| 1                                                                                   | Јоаким Раковац           | Социјалистичка Федеративна Република Југославија | члан Обласног комитета КПХ за Истру и већник ЗАВНОХ | мртав — погинуо 18. јануара 1945.                                   | [ 25 ]                                                              |
| 16. април 1947.                                                                     | 16. април 1947.          | 16. април 1947.                                  | Президијум Народне скупштине ФНР Југославије, Указ 281/46, | Президијум Народне скупштине ФНР Југославије, Указ 281/46,          | Президијум Народне скупштине ФНР Југославије, Указ 281/46,          |
| 2                                                                                   | Рако Мугоша              | Социјалистичка Федеративна Република Југославија | припадник Управе државне безбедности (УДБ) за Црну Гору | мртав — погинуо 3. марта 1947.                                      | [ 26 ]                                                              |
|                                                                                     |                          |                                                  | |                                                                     |                                                                     |
| у току 1947. године проглашено је двоје народних херој                              |                          |                                                  | |                                                                     |                                                                     |
| 1948. година                                                                        |                          |                                                  | |                                                                     |                                                                     |
|                                                                                     |                          |                                                  | |                                                                     |                                                                     |
| 27. фебруар 1948.                                                                   | 27. фебруар 1948.        | 27. фебруар 1948.                                | Президијум Народне скупштине ФНР Југославије, Указ 55/48 | Президијум Народне скупштине ФНР Југославије, Указ 55/48            | Президијум Народне скупштине ФНР Југославије, Указ 55/48            |
| 1                                                                                   | Петар Боројевић          | Социјалистичка Федеративна Република Југославија | официр Југословенске армије | жив                                                                 | [ 27 ]                                                              |
|                                                                                     |                          |                                                  | |                                                                     |                                                                     |
| 18. мај 1948.                                                                       | 18. мај 1948.            | 18. мај 1948.                                    | Президијум Народне скупштине ФНР Југославије, Указ 99/48 | Президијум Народне скупштине ФНР Југославије, Указ 99/48            | Президијум Народне скупштине ФНР Југославије, Указ 99/48            |
| 2                                                                                   | Фрањо Клуз               | Социјалистичка Федеративна Република Југославија | мајор НОВЈ; политички комесар Прве ескадриле и уз Рудија Чајавеца један од пионира ратног ваздухопловства у НОВ и ПОЈ                                                         | мртав — погинуо 14. септембра 1944.                                 | [ 28 ]                                                              |
|                                                                                     |                          |                                                  | |                                                                     |                                                                     |
| 23. јун 1948.                                                                       | 23. јун 1948.            | 23. јун 1948.                                    | Президијум Народне скупштине ФНР Југославије | Президијум Народне скупштине ФНР Југославије                        | Президијум Народне скупштине ФНР Југославије                        |
| 3                                                                                   | Момчило Мома Станојловић | Социјалистичка Федеративна Република Југославија | заменик команданта Треће пролетерске санџачке ударне бригаде | мртав — погинуо 13. јуна 1943.                                      | [ 29 ]                                                              |
|                                                                                     |                          |                                                  | |                                                                     |                                                                     |
| 10. септембар 1948.                                                                 | 10. септембар 1948.      | 10. септембар 1948.                              | Президијум Народне скупштине ФНР Југославије, Указ 161/48 | Президијум Народне скупштине ФНР Југославије, Указ 161/48           | Президијум Народне скупштине ФНР Југославије, Указ 161/48           |
| 4                                                                                   | Владо Багат              | Социјалистичка Федеративна Република Југославија | партијски руководилац у Другом поморско-обалском сектору | мртав — погинуо 1. јуна 1944.                                       | [ 30 ]                                                              |
| 5                                                                                   | Ахмет Фетахагић          | Социјалистичка Федеративна Република Југославија | | мртав                                                               | [ 30 ]                                                              |
|                                                                                     |                          |                                                  | |                                                                     |                                                                     |
| у току 1948. године проглашено је и одликовано 5 народних хероја                    |                          |                                                  | |                                                                     |                                                                     |

### 1949—1950. година
| Народни хероји Југославије проглашени и одликовани током 1949. и 1950. године |                           | |                                                                        |                                                                        |
| датум проглашења                                                              | датум проглашења          | доносилац одлуке о проглашењу                                                                           | доносилац одлуке о проглашењу                                          | доносилац одлуке о проглашењу                                          |
| рб                                                                            | народни херој             | функција (у тренутку одликовања, односно смрти)                                                         | у тренутку одликовања                                                  | реф                                                                    |
| 1949. година                                                                  |                           | |                                                                        |                                                                        |
|                                                                               |                           | |                                                                        |                                                                        |
| 12. јул 1949.                                                                 | 12. јул 1949.             | Президијум Народне скупштине ФНР Југославије                                                            | Президијум Народне скупштине ФНР Југославије                           | Президијум Народне скупштине ФНР Југославије                           |
| 3                                                                             | Радоје Дакић              | политички комесар Другог ударног корпуса                                                                | мртав — умро 13. јануара 1946.                                         | [ 31 ]                                                                 |
| 4                                                                             | Бранко Делетић            | политички комесар Андријевичког партизанског батаљона                                                   | мртав — погинуо 22. априла 1942.                                       | [ 31 ]                                                                 |
| 5                                                                             | Вукман Крушчић            | секретар Месног комитета КПЈ за Колашин                                                                 | мртав — погинуо 22. јануара 1942.                                      | [ 31 ]                                                                 |
| 6                                                                             | Војо Масловарић           | борац-пушкомитраљезац Прве пролетерске бригаде                                                          | мртав — погинуо 22. децембра 1942.                                     | [ 31 ]                                                                 |
| 7                                                                             | Љубица Поповић            | члан Покрајинског комитета СКОЈ-а за Црну Гору и Боку и Покрајинског одбора Црногорске народне омладине | мртва — погинула 11. јуна 1942.                                        | [ 31 ]                                                                 |
|                                                                               |                           | |                                                                        |                                                                        |
| 15. јул 1949.                                                                 | 15. јул 1949.             | Президијум Народне скупштине ФНР Југославије                                                            | Президијум Народне скупштине ФНР Југославије                           | Президијум Народне скупштине ФНР Југославије                           |
| 8                                                                             | Блажо Орландић            | заменик политичког комесара Девете крајишке бригаде                                                     | мртав — убијен 15. марта 1943.                                         |                                                                        |
|                                                                               |                           | |                                                                        |                                                                        |
| 22. јул [1949.                                                                | 22. јул [1949.            | Президијум Народне скупштине ФНР Југославије, Указ 193/49                                               | Президијум Народне скупштине ФНР Југославије, Указ 193/49              | Президијум Народне скупштине ФНР Југославије, Указ 193/49              |
| 9                                                                             | Бориша Ковачевић          | члан Политодела Десете херцеговачке бригаде и члан АВНОЈ-а                                              | мртав — погинуо 13. јуна 1943.                                         | [ 32 ]                                                                 |
| 10                                                                            | Миљенко Цвитковић         | командант батаљона у Првој мајевичкој бригади                                                           | мртав — погинуо 1. јуна 1943.                                          | [ 32 ]                                                                 |
| 11                                                                            | Владимир Перић Валтер     | | мртав                                                                  | [ 32 ]                                                                 |
|                                                                               |                           | |                                                                        |                                                                        |
| 26. јул 1949.                                                                 | 26. јул 1949.             | Президијум Народне скупштине Федеративне Народне Републике Југославије                                  | Президијум Народне скупштине Федеративне Народне Републике Југославије | Президијум Народне скупштине Федеративне Народне Републике Југославије |
| 11                                                                            | Јосип Мажар Шоша          | начелник Оперативног одељења Петог ударног корпуса                                                      | мртав — погинуо 20. октобра 1944.                                      | [ 33 ]                                                                 |
| 12                                                                            | Мирко Филиповић           | | мртав                                                                  | [ 33 ]                                                                 |
| 13                                                                            | Касим Хаџић               | члан Штаба Трећег крајишког одреда и секретар Окружног комитета КПЈ за Јајце                            | мртав — погинуо 6. маја 1942.                                          | [ 33 ]                                                                 |
| 14                                                                            | Ранко Шипка               | заменик команданта Четврте крајишке дивизије                                                            | мртав — погинуо 7. новембра 1944.                                      | [ 33 ]                                                                 |
| 15                                                                            | Адем Бућ                  | | мртав                                                                  | [ 33 ]                                                                 |
|                                                                               |                           | |                                                                        |                                                                        |
| 1. август 1949.                                                               | 1. август 1949.           | Президијум Народне скупштине ФНР Југославије, Указ 211/49                                               | Президијум Народне скупштине ФНР Југославије, Указ 211/49              | Президијум Народне скупштине ФНР Југославије, Указ 211/49              |
| 15                                                                            | Чеде Филиповски           | командант 48. македонске дивизије                                                                       | мртав — настрадао 29. јуна 1945.                                       | [ 34 ]                                                                 |
| 16                                                                            | Јордан Чопела             | делегат Покрајинског комитета КПЈ за Македонију                                                         | мртав — умро 9. априла 1942.                                           | [ 34 ]                                                                 |
| 17                                                                            | Димче Мирчев              | | мртав                                                                  | [ 34 ]                                                                 |
| 18                                                                            | Ванчо Пркев               | | мртав                                                                  | [ 34 ]                                                                 |
| 19                                                                            | Димитар Богоевски         | | мртав                                                                  | [ 34 ]                                                                 |
|                                                                               |                           | |                                                                        |                                                                        |
| 14. децембар 1949.                                                            | 14. децембар 1949.        | Президијум Народне скупштине ФНР Југославије, Указ 328/49                                               | Президијум Народне скупштине ФНР Југославије, Указ 328/49              | Президијум Народне скупштине ФНР Југославије, Указ 328/49              |
| 21                                                                            | Влада Аксентијевић        | | мртав                                                                  | [ 35 ]                                                                 |
| 22                                                                            | Мустафа Бакија            | | мртав                                                                  | [ 35 ]                                                                 |
| 23                                                                            | Петар Бишкуп Вено         | | мртав                                                                  | [ 35 ]                                                                 |
| 24                                                                            | Анка Буторац              | | мртва                                                                  | [ 35 ]                                                                 |
| 25                                                                            | Станимир Вељковић Зеле    | | мртав                                                                  | [ 35 ]                                                                 |
| 26                                                                            | Јожа Влаховић             | | мртав                                                                  | [ 35 ]                                                                 |
| 27                                                                            | Драгојло Дудић            | | мртав                                                                  | [ 35 ]                                                                 |
| 28                                                                            | Желимир Ђурић Жељо        | секретар Окружног комитета КПЈ за Ужице                                                                 | мртав — погинуо 29. новембра 1941.                                     | [ 35 ]                                                                 |
| 29                                                                            | Стевица Јовановић         | | мртав                                                                  | [ 35 ]                                                                 |
| 30                                                                            | Војин Ковачевић           | | мртав                                                                  | [ 35 ]                                                                 |
| 31                                                                            | Рудолф Крофлин            | | мртав                                                                  | [ 35 ]                                                                 |
| 32                                                                            | Ивица Ловинчић            | | мртав                                                                  | [ 35 ]                                                                 |
| 33                                                                            | Јездимир Ловић            | | мртав                                                                  | [ 35 ]                                                                 |
| 34                                                                            | Јован Маринковић Иво      | | мртав                                                                  | [ 35 ]                                                                 |
| 35                                                                            | Дарко Марушич             | | мртав                                                                  | [ 35 ]                                                                 |
| 36                                                                            | Иван Морђин Црни          | | мртав                                                                  | [ 35 ]                                                                 |
| 37                                                                            | Милан Мраовић             | | мртав                                                                  | [ 35 ]                                                                 |
| 38                                                                            | Љубомир Нешић             | | мртав                                                                  | [ 35 ]                                                                 |
| 39                                                                            | Милица Павловић Дара      | | мртва                                                                  | [ 35 ]                                                                 |
| 40                                                                            | Мићо Радаковић            | | мртав                                                                  | [ 35 ]                                                                 |
| 41                                                                            | Славко Родић              | | мртав                                                                  | [ 35 ]                                                                 |
| 42                                                                            | Коста Стаменковић         | | мртав                                                                  | [ 35 ]                                                                 |
| 43                                                                            | Трајко Стаменковић        | | мртав                                                                  | [ 35 ]                                                                 |
| 44                                                                            | Никодије Стојановић Татко | | мртав                                                                  | [ 35 ]                                                                 |
| 45                                                                            | Јосип Томажич             | | мртав — убијен 15. децембра 1941.                                      | [ 35 ]                                                                 |
| 46                                                                            | Гојко Ујдуровић           | заменик командата Трећег батаљона Прве далматинске ударне бригаде                                       | мртав — удавио се 8. јуна 1943.                                        | [ 35 ]                                                                 |
| 47                                                                            | Стјепан Стева Филиповић   | | мртав — убијен 22. маја 1942.                                          | [ 35 ]                                                                 |
| 48                                                                            | Стеван Чоловић            | | мртав                                                                  | [ 35 ]                                                                 |
| 49                                                                            | Јован Шербановић          | | мртав                                                                  | [ 35 ]                                                                 |
| 50                                                                            | Антон Шибеља              | мајор НОВЈ, начелник радионице Деветог словеначког корпуса                                              | мртав — погинуо 1. априла 1945.                                        | [ 35 ]                                                                 |
|                                                                               |                           | |                                                                        |                                                                        |
| 15. децембар 1949.                                                            | 15. децембар 1949.        | Президијум Народне скупштине ФНР Југославије, Указ 330/49                                               | Президијум Народне скупштине ФНР Југославије, Указ 330/49              | Президијум Народне скупштине ФНР Југославије, Указ 330/49              |
| 51                                                                            | Радивоје Јовановић        | официр Југословенске армије, командант Артиљерије ЈА                                                    | жив                                                                    | [ 35 ]                                                                 |
|                                                                               |                           | |                                                                        |                                                                        |
| у току 1949. године проглашен је и одликован 51 народни херој                 |                           | |                                                                        |                                                                        |
| 1950. година                                                                  |                           | |                                                                        |                                                                        |
| 10. јул 1950.                                                                 | 10. јул 1950.             | Президијум Народне скупштине Федеративне Народне Републике Југославије                                  | Президијум Народне скупштине Федеративне Народне Републике Југославије | Президијум Народне скупштине Федеративне Народне Републике Југославије |
| 1                                                                             | Јово Капичић              | помоћник министра унутрашњих послова ФНРЈ                                                               | жив                                                                    |                                                                        |
| у току 1950. године одликован је један народни херој                          |                           | |                                                                        |                                                                        |

### 1951—1953. година

#### 1951.
| Народни хероји Југославије проглашени и одликовани током 1951. године | | |        |  |  |  |  |
| датум                                                                 | доносилац одлуке о одликовању тј. проглашењу народних хероја | повод одликовања | реф.   |  |  |  |  |
|                                                                       | | |        |  |  |  |  |
| 10. март 1951.                                                        | Президијум Народне скупштине ФНР Југославије | — | [ 36 ] |  |  |  |  |
| одликовани:                                                           | Ђуро Пуцар Стари | Ђуро Пуцар Стари | [ 36 ] |  |  |  |  |
|                                                                       | | |        |  |  |  |  |
| 5. јул 1951.                                                          | Президијум Народне скупштине ФНР Југославије | десетогодишњица седнице од 4. јула 1941. | [ 37 ] |  |  |  |  |
| проглашени:                                                           | Младен Балорда, Карло Батко, Мојица Бирта, Михајло Бјелаковић, Антун Блажић, Вид Бодирожа, Никола Бокан, Мирко Брачич, Љубо Брешан, Миленко Брковић, Чедомир Васовић, Рада Врањешевић, Анте Вучић, Јуре Галић, Јоже Грегорчич, Јанко Гредељ, Нада Димић, Мустафа Доваџија, Светозар Драговић Тоза, Алекса Ђилас, Стане Жагар, Милан Зечар, Војин Зиројевић, Ђорђе Зличић, Војислав Иветић, Јосиф Јосифовски, Светозар Качар, Лојзе Кебе, Мијо Керошевић, Вук Кнежевић, Ђуро Косановић, Светозар Косорић, Мустафа Латифић, Рампо Левков, Милош Мамић, Слободан Мацура, Милан Мијалковић, Стјепан Милашиновић, Бранко Милутиновић, Драгоје Миљатовић, Вељко Миљевић, Благота Мићуновић, Есад Миџић, Слободан Никачевић, Влада Обрадовић, Павле Пап, Бранко Перишић, Ђоко Прелевић, Франц Равбар, Милић Радовановић, Вера Радосављевић, Драгољуб Радосављевић, Дујо Рикић, Анте Рукавина, Михаљ Серво, Станислав Сремчевић, Миодраг Станимировић, Борко Талески, Душан Ћубић, Срђан Узелац, Авдо Хоџић, Никола Цар Црни, Тодор Циповски, Милош Чавић, Рагиб Џиндо, Милан Шарац и Данило Шаренац | Младен Балорда, Карло Батко, Мојица Бирта, Михајло Бјелаковић, Антун Блажић, Вид Бодирожа, Никола Бокан, Мирко Брачич, Љубо Брешан, Миленко Брковић, Чедомир Васовић, Рада Врањешевић, Анте Вучић, Јуре Галић, Јоже Грегорчич, Јанко Гредељ, Нада Димић, Мустафа Доваџија, Светозар Драговић Тоза, Алекса Ђилас, Стане Жагар, Милан Зечар, Војин Зиројевић, Ђорђе Зличић, Војислав Иветић, Јосиф Јосифовски, Светозар Качар, Лојзе Кебе, Мијо Керошевић, Вук Кнежевић, Ђуро Косановић, Светозар Косорић, Мустафа Латифић, Рампо Левков, Милош Мамић, Слободан Мацура, Милан Мијалковић, Стјепан Милашиновић, Бранко Милутиновић, Драгоје Миљатовић, Вељко Миљевић, Благота Мићуновић, Есад Миџић, Слободан Никачевић, Влада Обрадовић, Павле Пап, Бранко Перишић, Ђоко Прелевић, Франц Равбар, Милић Радовановић, Вера Радосављевић, Драгољуб Радосављевић, Дујо Рикић, Анте Рукавина, Михаљ Серво, Станислав Сремчевић, Миодраг Станимировић, Борко Талески, Душан Ћубић, Срђан Узелац, Авдо Хоџић, Никола Цар Црни, Тодор Циповски, Милош Чавић, Рагиб Џиндо, Милан Шарац и Данило Шаренац | [ 37 ] |  |  |  |  |
|                                                                       | | |        |  |  |  |  |
| 15. јул 1951.                                                         | Президијум Народне скупштине ФНР Југославије | — |        |  |  |  |  |
| проглашени:                                                           | Иван Скварча | Иван Скварча |        |  |  |  |  |
|                                                                       | | |        |  |  |  |  |
| 16. јул 1951.                                                         | Президијум Народне скупштине ФНР Југославије | — | [ 38 ] |  |  |  |  |
| проглашени:                                                           | Милош Матијевић и Вјећеслав Цветко | Милош Матијевић и Вјећеслав Цветко | [ 38 ] |  |  |  |  |
|                                                                       | | |        |  |  |  |  |
| 20. јул 1951.                                                         | Президијум Народне скупштине ФНР Југославије | десетогодишњица Дана устанка народа Словеније |        |  |  |  |  |
| проглашени:                                                           | Владо Миклавц, Јоже Михелчич и Александар Урдаревски | Владо Миклавц, Јоже Михелчич и Александар Урдаревски |        |  |  |  |  |
|                                                                       | | |        |  |  |  |  |
| 23. јул 1951.                                                         | Президијум Народне скупштине ФНР Југославије | — |        |  |  |  |  |
| одликовани:                                                           | Већеслав Хољевац | Већеслав Хољевац |        |  |  |  |  |
|                                                                       | | |        |  |  |  |  |
| 10. октобар 1951.                                                     | Президијум Народне скупштине ФНР Југославије | десетогодишњица Дана устанка народа Македоније | [ 39 ] |  |  |  |  |
| проглашени:                                                           | Перо Георгијев, Благоја Јанков Мучето, Елпида Караманди и Бајрам Шабани | Перо Георгијев, Благоја Јанков Мучето, Елпида Караманди и Бајрам Шабани | [ 39 ] |  |  |  |  |
|                                                                       | | |        |  |  |  |  |
| 20. децембар 1951.                                                    | Президијум Народне скупштине ФНР Југославије | десетогодишњица формирања Прве пролетерске ударне бригаде и стварања ЈНА |        |  |  |  |  |
| проглашени:                                                           | Вељко Алексић, Тадија Анушић, Киро Атанасовски | Вељко Алексић, Тадија Анушић, Киро Атанасовски |        |  |  |  |  |
| одликовани:                                                           | Виктор Авбељ, Јосип Антоловић, Милан Антончић, | Виктор Авбељ, Јосип Антоловић, Милан Антончић, |        |  |  |  |  |

### 1955—1991. година
| Народни хероји Југославије проглашени и одликовани у периоду од 1955. до 1991. године |                         |                                                  | |                                                                |                                                                |
| датум проглашења                                                                      | датум проглашења        | датум проглашења                                 | доносилац одлуке о проглашењу | доносилац одлуке о проглашењу                                  | доносилац одлуке о проглашењу                                  |
| рб                                                                                    | народни херој           | народни херој                                    | функција (у тренутку одликовања, односно смрти) | у тренутку одликовања                                          | реф                                                            |
| 1955. година                                                                          |                         |                                                  | |                                                                |                                                                |
| 26. новембар 1955.                                                                    | 26. новембар 1955.      | 26. новембар 1955.                               | Председник ФНР Југославије | Председник ФНР Југославије                                     | Председник ФНР Југославије                                     |
| 1                                                                                     | Драгослав Ђорђевић Гоша | Социјалистичка Федеративна Република Југославија | члан Централног комитета Комунистичке партије Србије, члан Ревизионе комисије при ЦК КП Југославије и народни посланик Народне скупштине НР Србије. | мртав — умро 25. септембра 1949.                               | [ 40 ]                                                         |
| 2                                                                                     | Милорад Лабудовић       | Социјалистичка Федеративна Република Југославија | командант Првог шумадијског одреда „Милан Благојевић“                                                                                               | мртав — погинуо 25. фебруара 1943.                             | [ 41 ]                                                         |
| у току 1955. године проглашено је и одликовано 2 народних хероја                      |                         |                                                  | |                                                                |                                                                |
| 1962. година                                                                          |                         |                                                  | |                                                                |                                                                |
| 15. децембар 1962.                                                                    | 15. децембар 1962.      | 15. децембар 1962.                               | Председник ФНР Југославије | Председник ФНР Југославије                                     | Председник ФНР Југославије                                     |
| 3                                                                                     | Момчило Поповић         | Социјалистичка Федеративна Република Југославија | домар зграде представништва ФНР Југославије у Бад Годесбергу, код Бона у Западној Немачкој                                                          | мртав — умро 11. децембра 1962.                                | [ 42 ]                                                         |
| у току 1962. године проглашен је један народни херој                                  |                         |                                                  | |                                                                |                                                                |
| 1964. година                                                                          |                         |                                                  | |                                                                |                                                                |
|                                                                                       |                         |                                                  | |                                                                |                                                                |
| 27. мај 1964.                                                                         | 27. мај 1964.           | 27. мај 1964.                                    | Председник СФР Југославије | Председник СФР Југославије                                     | Председник СФР Југославије                                     |
| 4                                                                                     | Родион Малиновски       | Совјетски Савез                                  | | жив                                                            |                                                                |
|                                                                                       |                         |                                                  | |                                                                |                                                                |
| 20. октобар 1964.                                                                     | 20. октобар 1964.       | 20. октобар 1964.                                | Председник СФР Југославије | Председник СФР Југославије                                     | Председник СФР Југославије                                     |
| 5                                                                                     | Сергеј Бирјузов         | Совјетски Савез                                  | | мртав — погинуо 19. октобра 1964.                              |                                                                |
| 6                                                                                     | Владимир Судец          | Совјетски Савез                                  | | жив                                                            |                                                                |
|                                                                                       |                         |                                                  | |                                                                |                                                                |
| у току 1964. године проглашено је и одликовано 3 народних хероја                      |                         |                                                  | |                                                                |                                                                |
| 1968. година                                                                          |                         |                                                  | |                                                                |                                                                |
| 3. јун 1968.                                                                          | 3. јун 1968.            | 3. јун 1968.                                     | Председник СФР Југославије | Председник СФР Југославије                                     | Председник СФР Југославије                                     |
| 7                                                                                     | Ката Пејновић           | Социјалистичка Федеративна Република Југославија | | мртва — умрла 10. новембра 1966.                               | [ 43 ]                                                         |
| у току 1968. године проглашен је један народни херој                                  |                         |                                                  | |                                                                |                                                                |
| 1971. година                                                                          |                         |                                                  | |                                                                |                                                                |
| 9. април 1971.                                                                        | 9. април 1971.          | 9. април 1971.                                   | Председник СФР Југославије | Председник СФР Југославије                                     | Председник СФР Југославије                                     |
| 8                                                                                     | Владимир Роловић        | Социјалистичка Федеративна Република Југославија | амбасадор СФРЈ у Краљевини Шведској | жив                                                            | [ 44 ]                                                         |
| у току 1971. године одликован је један народни херој                                  |                         |                                                  | |                                                                |                                                                |
| 1972. година                                                                          |                         |                                                  | |                                                                |                                                                |
| 15. мај 1972.                                                                         | 15. мај 1972.           | 15. мај 1972.                                    | Савезна Скупштина СФР Југославије | Савезна Скупштина СФР Југославије                              | Савезна Скупштина СФР Југославије                              |
|                                                                                       | Јосип Броз Тито         | Социјалистичка Федеративна Република Југославија | председник СФРЈ и СКЈ (одликован по други пут поводом 80. рођендана)                                                                                | жив                                                            | [ 45 ]                                                         |
| у току 1972. године одликован је један народни херој                                  |                         |                                                  | |                                                                |                                                                |
| 1973. година                                                                          |                         |                                                  | |                                                                |                                                                |
|                                                                                       |                         |                                                  | |                                                                |                                                                |
| 10. септембар 1973.                                                                   | 10. септембар 1973.     | 10. септембар 1973.                              | Председник СФР Југославије | Председник СФР Југославије                                     | Председник СФР Југославије                                     |
| 9                                                                                     | Сергеј Машера           | Краљевина Југославија                            | | мртав — убио се 17. априла 1941.                               | [ 46 ]                                                         |
| 10                                                                                    | Милан Спасић            | Краљевина Југославија                            | | мртав — убио се 17. априла 1941.                               | [ 47 ]                                                         |
|                                                                                       |                         |                                                  | |                                                                |                                                                |
| 26. септембар 1973.                                                                   | 26. септембар 1973.     | 26. септембар 1973.                              | Председник СФР Југославије | Председник СФР Југославије                                     | Председник СФР Југославије                                     |
| 11                                                                                    | Олга Бан                | Социјалистичка Федеративна Република Југославија | | мртва                                                          | [ 48 ]                                                         |
| 12                                                                                    | Ђузепе Будицин Пино     | Социјалистичка Федеративна Република Југославија | | мртав                                                          | [ 49 ]                                                         |
| 13                                                                                    | Арсен Вивода            | Социјалистичка Федеративна Република Југославија | | мртав — погинуо 13. марта 1943.                                | [ 50 ]                                                         |
| 14                                                                                    | Јурај Калц              | Социјалистичка Федеративна Република Југославија | | мртав                                                          | [ 51 ]                                                         |
| 26. децембар 1973.                                                                    | 26. децембар 1973.      | 26. децембар 1973.                               | Председник СФР Југославије | Председник СФР Југославије                                     | Председник СФР Југославије                                     |
| 15                                                                                    | Мето Баjрактари         | Социјалистичка Федеративна Република Југославија | | мртав                                                          | [ 52 ]                                                         |
| 16                                                                                    | Џевдет Дода             | Социјалистичка Федеративна Република Југославија | | мртав                                                          | [ 53 ]                                                         |
| 17                                                                                    | Хајдар Души             | Социјалистичка Федеративна Република Југославија | | мртав                                                          | [ 54 ]                                                         |
|                                                                                       |                         |                                                  | |                                                                |                                                                |
| у току 1973. године проглашено је 9 народних хероја                                   |                         |                                                  | |                                                                |                                                                |
| 1974. година                                                                          |                         |                                                  | |                                                                |                                                                |
| 17. мај 1974.                                                                         | 17. мај 1974.           | 17. мај 1974.                                    | Председник СФР Југославије | Председник СФР Југославије                                     | Председник СФР Југославије                                     |
| 18                                                                                    | Милка Боснић            | Социјалистичка Федеративна Република Југославија | омладинка из Дрвара | мртва — погинула 25. маја 1944.                                | [ 48 ]                                                         |
| у току 1974. године проглашен је један народни херој                                  |                         |                                                  | |                                                                |                                                                |
| 1977. година                                                                          |                         |                                                  | |                                                                |                                                                |
| 15. мај 1977.                                                                         | 15. мај 1977.           | 15. мај 1977.                                    | Скупштина СФР Југославије | Скупштина СФР Југославије                                      | Скупштина СФР Југославије                                      |
|                                                                                       | Јосип Броз Тито         | Социјалистичка Федеративна Република Југославија | председник СФРЈ и СКЈ (одликован по трећи пут поводом 85. рођенадана и 40-е годишњице доласка на чело КПЈ)                                          | жив                                                            | [ 55 ]                                                         |
| у току 1977. године одликован је један народни херој                                  |                         |                                                  | |                                                                |                                                                |
| 1980. година                                                                          |                         |                                                  | |                                                                |                                                                |
| 11. март 1980.                                                                        | 11. март 1980.          | 11. март 1980.                                   | Председништво СФР Југославије | Председништво СФР Југославије                                  | Председништво СФР Југославије                                  |
| 19                                                                                    | Луиђи Лонго             | Италија                                          | учесник Шпанског грађанског рата, организатор антифашистичке борбе у Италији и председник КП Италије                                                | жив                                                            | [ 56 ]                                                         |
| у току 1980. године одликован је један народни херој                                  |                         |                                                  | |                                                                |                                                                |
| 1991. година                                                                          |                         |                                                  | |                                                                |                                                                |
| 19. новембар 1991.                                                                    | 19. новембар 1991.      | 19. новембар 1991.                               | Председништво Социјалистичке Федеративне Републике Југославије                                                                                      | Председништво Социјалистичке Федеративне Републике Југославије | Председништво Социјалистичке Федеративне Републике Југославије |
| 20                                                                                    | Милан Тепић             | Социјалистичка Федеративна Република Југославија | мајор ЈНА | мртав — убио се 29. септембра 1991.                            |                                                                |
| у току 1991. године проглашен је један народни херој                                  |                         |                                                  | |                                                                |                                                                |